# HMS Orust (M41)
HMS Orust (M41) var en minsvepare i svenska flottan av typ fiskeminsvepare avsedd att utbilda besättningar för mobilisering till tjänstgöring ombord på trålare modifierade för minsvepning.